# Insula Mako
Insula Mako (en: "Mako Island") este o insulă fictivă din serialul australian H2O - Adaugă apă
Este poziționată la aproximativ 50 km față de Gold Coast. Insula Mako a fost formată după ce o cometă a lovit pământul, resturi din cometă ajungând și în Irlanda. În jurul insulei, există o mare populație de rechini Mako și broaște țestoase, dintre care unele din specii foarte rare. Insula Mako are o reputație sinistră, deoarece pe parcursul istoriei, în prejurul ei, multe nave s-au scufundat.

## Locuri
- Bazinul cu Lună
- Vulcanul Mako
- Coasta de Est
- Coasta de Vest
- Coasta de Sud

### Acvatice
- Oceanul Pacific (oceanul care înconjuară insula)
- Marea Barieră de Corali
- Stânca Draton
- Reciful riton

## Specii
- Delfinii Mako (Rohnie este delfin Mako)
- Rechinul Mako (specie existentă)
- Păsări
- Reptile